# Sitio de Edesa
El Sitio de Edesa fue un conflicto militar que tuvo lugar entre el 28 de noviembre y el 24 de diciembre de 1144. El sitio finalizó con la captura de Edesa, capital del Condado de Edesa, por Zengi, el atabeg de Mosul y Alepo.
La batalla supuso la caída del Condado de Edesa, el primer Estado Cruzado en formarse y, asimismo, el primero en caer. También fue el detonante que llevó a la convocatoria de la Segunda Cruzada.

## Trasfondo histórico
El Condado de Edesa fue el primero de los Estados Cruzados que se crearon durante la Primera Cruzada. También era el ubicado más al norte, así como el más débil y menos poblado de todos. En esa situación, recibía frecuentes ataques desde los estados musulmanes que lo rodeaban, que se encontraban gobernados por los artúquidas, los danisméndidas y los turcos selyúcidas.
El Conde Balduino II y el futuro conde Joscelino, Señor de Courtenay, fueron hechos cautivos tras su derrota en la batalla de Harrán de 1104. Balduino y Joscelino fueron capturados de nuevo en 1122, y aunque Edesa logró recuperarse parcialmente tras la batalla de Azaz de 1125, Joscelino murió en batalla en 1131. su sucesor, Joscelino II, fue obligado a constituir una alianza con el Imperio bizantino, pero en 1143 murieron tanto el emperador bizantino Juan II Comneno como el Rey de Jerusalén, Fulco de Anjou. Juan II fue sucedido por su hijo, Manuel I Comneno, cuya prioridad era consolidar su poder frente a sus hermanos mayores. Fulco fue sucedido por su esposa Melisenda y por su hijo Balduino III. Por otro lado, Joscelino se enfrentó con Raimundo II de Trípoli y con Raimundo de Atioquía, por lo que Edesa en la práctica se quedó privada de aliados poderosos.

## La batalla
En 1144, Joscelino fue capaz de forjar una nueva alianza, esta vez con Kara Aslan, el gobernante artúquida de Diyarbakır, dirigida a combatir el creciente poder e influencia de Zengi. Joscelino marchó fuera de Edesa con casi todo su ejército, en un intento de apoyar a Kara Aslan en un enfrentamiento contra Alepo. Sin embargo, Zengi, que buscaba tomar ventaja de la muerte de Fulco desde 1143, se desplazó rápidamente al norte para asediar Edesa, ciudad a la que cercó el 28 de noviembre de ese año. La ciudad fue avisada de su llegada y se preparó para el asedio, pero había poco que pudieran hacer estando casi todo el ejército fuera de la ciudad.
La defensa de la ciudad fue dirigida por el arzobispo latino Hugo II, el obispo armenio Juan, y el obispo jacobino Basil. Juan y Basil aseguraron que ninguno de los cristianos nativos desertarían al bando de Zengi. Por su parte, Joscelino, al recibir noricias del movimiento de Zengi se dirigió con su ejército a la ciudad de Turbessel, a sabiendas de que no podría enfrentarse a Zengi sin ayuda de otros Estados Cruzados. En Jerusalén, la reina Melisenda respondió a la llamada de Joscelino enviando a un ejército dirigido por Manases de Hierges, el Gran Maestre del templo  y por Elinando de Bures. Raimundo de Antioquía ignoró la solicitud de ayuda, puesto que su ejército se encontraba ocupado enfrentándose al Imperio Bizantino en Cilicia.
Zengi rodeó la ciudad entera, advirtiendo que no había ningún ejército tras las murallas. Fabricó máquinas de asedio y comenzó a socavar los muros de la ciudad, mientras que sus tropas recibían refuerzos kurdos y turcomanos. Los habitantes de Edesa resistieron cuento pudieron, pero no tenían experiencia en la guerra de asedio, estando a la vez la mayoría de las torres de la ciudad sin guarnición suficiente. Tampoco conocían los procedimientos para enfrentarse a las minas de Zengi mediante contraminas, y finalmente la muralla cercana a la Puerta de las Horas se colapsó el 24 de diciembre. El ejército de Zengi se precipitó a través del hueco dentro de la ciudad, matando a todos aquellos que no fueron capaces de huir a la ciudadela. Otros muchos murieron en el tumulto de la huida, incluyendo al arzbosipo Hugo.
Finalmente, Zengi ordenó a sus hombres detener la masacre. Los prisioneros latinos fueron ejecutados y los cristianos nativos fueron puestos en libertad. La ciudadela fue entregada el 26 de diciembre, y uno de los comandantes de Zengi, Zayn ad-Din Ali Kutchuk, fue nombrado gobernador. 
El obispo Basil, aparentemente dispuesto a entregar su lealtad a cualquiera que gobernase la ciudad, fue reconocido líder de la población cristiana.

## Hechos posteriores
En enero de 1145, Zenji capturó la ciudad de Suruç y puso sitio sobre Bireçik. Sin embargo, el ejército de Jerusalén finalmente había llegado para unirse a Joscelino. Zengi también escuchó sobre la existencia de ciertos problemas en Mosul, por lo que decidió volver para retomar el control. Una vez ahí Zenji fue alabado como "defensor de la fe" y como al-Malik al-Mansur, el rey victorioso. No continuó su ataque sobre el resto del territorio del Condado de Edesa o sobre el Principado de Antioquía, como un principio se temía. Joscelino II continuó gobernando sobre el resto del condado al oeste del Éufrates desde su nueva capital en Turbessel, pero poco a poco el resto del territorio fue siendo capturado por los musulmanes o vendido a los bizantinos.
Zengi fue asesinado por un esclavo en 1146 durante el asedio a Qalat Jabar, y fue sucedido como gobernante de Alepo por su hijo Nur al-Din. Joscelino intentó volver a capturar Edesa tras la muerte de Zengi, y recapturó todo salvo la ciudadela en octubre de 1146. Sin embargo, no obtuvo ayuda por parte de los demás estados cristianos, y su poco planeada expedición finalizó cuando Nur al-Din les expulsó en noviembre. Después de este evento la totalidad de la población fue exiliada, y la ciudad quedó desierta.
Para entonces, las noticias de la caída de Edesa habían llegado a Europa. El Papa Eugenio III comenzó a organizar la Segunda Cruzada, que sería dirigida por Luis VII de Francia y Conrado III de Alemania. Esta cruzada, cuyo fin principal era recuperar Edesa, finalizaría en una aplastante derrota en 1148, y Edesa no volvería a manos cristianas.